# هیرانیامائی لاما
هیرانیامائی لاما یک سیاستمدار بوتانی بود. در سال ۱۹۷۹ او اولین زنی بود که به عضویت Tshogdu انتخاب شد.

## زندگی‌نامه
لاما دختر K.D. Pradhan's بود. او در کالیمپونگ در هند تحصیل کرد و با Dasho Durgadas Lama ازدواج کرد.
لاما در ژوئن ۱۹۷۹ از ناحیه Chengmari به عنوان نماینده مردم به مجلس ملی انتخاب شد و اولین زنی بود که در پارلمان بوتان راه یافت.